# الجبوبة (السدة)

تعديل مصدري - تعديل

الجبوبة محلة تابعة لقرية بيت الاشول، التابعة لعزلة العرافة بمديرية السدة إحدى مديريات محافظة إب في الجمهورية اليمنية.، بلغ تعداد سكانها 54 حسب تعداد اليمن لعام 2004.